# Diapterus aureolus
Diapterus aureolus és una espècie de peix pertanyent a la família dels gerrèids.

## Descripció
- Pot arribar a fer 15 cm de llargària màxima.[6][7]

## Hàbitat
És un peix marí, bentopelàgic i de clima tropical (10°N-3°S).

## Distribució geogràfica
Es troba al Pacífic oriental: des de Costa Rica fins al nord del Perú.

## Observacions
És inofensiu per als humans.